# インテグラーゼ
インテグラーゼ(英: integrase)とはレトロウイルス（HIVを含む）により産生される酵素であり、感染細胞のDNAにレトロウイルスのDNAを取り込ませることを可能にする。HIVではCD4の核に取り込まれる。インテグラーゼは二本鎖DNAに組み込まれたウイルス（プロウイルス）によっても同じ目的のために産生される。
インテグラーゼはプレインテグレーション複合体（PIC）の重要な要素の1つである。